# Protipapež Inocenc III.
Protipapež Inocenc III., rojen kot Lando di Sezze (ali: Lanzo di Secca) italijansko Lanzo di Secca; latinsko Landus Sitinus; slovensko: Lando Seški), protipapež katoliške Cerkve; * okrog 1010 (Sezze, Lacij Papeška država, Sveto rimsko cesarstvo); † okrog 1183 Opatija Cava (Cava de' Tirreni, Papeška država, Sveto rimsko cesarstvo).

## Protipapeži Aleksandra III.

### Prvi protipapežViktor IV.
Po smrti Hadrijana IV. je 22 kardinalov izvolila 7. septembra za papeža kardinala duhovnika pri svetem Marku in papeškega kanclerja Rolanda Bandinelli-ja, ki si je privzel ime Aleksander III. Istega dne pa je cesarska stranka v Rimu izvolila svojega papeža, ki ga je podpiral predvsem Friderik Barbarossa. Sedem kardinalov-duhovnikov je izvolilo kardinala pri Sv. Ceciliji, Ottaviana di Monticello, z imenom Viktor IV. 
 Protipapež Viktor IV. je umrl nenadne smrti 20. aprila 1164 v Lucci (Toskana, Sveto rimsko cesarstvo).

### Drugi protipapežPashal III.
To je bila najlepša prilika za spravo z zakonitim papežem, ki ji je bil tokrat naklonjen tudi Friderik. Toda njegov zli duh Rajnold Daselski, je v imenu njegove stranke takoj postavil naslednika v osebi cremskega škofa Gvida. Pri posvetitvi se niso držali zakonite oblike in običajev. 
Pashal III. je umrl osamljen 20. septembra 1168 v Rimu, v trdnjavi pri svetem Petru .

### Tretji protipapežKalist III.
Proti Aleksandru III. so kljubovalni kardinali izvolili 20. novembra 1168 za protipapeža opata Janeza Strumđkega. Ko mu je 1178 cesar Friderik odrekel svojo podporo, se je Kalist III. podvrgel papežu Aleksandru III..

Protipapež Kalist III. je umrl pred 19. oktobrom v Beneventu.. 

## Četrti protipapežInocenc III.
Za Kalistom III. je cesarju naklonjena stranka izvolila protipapeža Inocenca III..

Lanzo di Sezza (oziroma Lando di Sezze) se je rodil v plemeniti družini langobardskega porekla okrog 1010 v kraju Sezze (Lacij, Papeška država). Za kardinala-diakona pri Sant'Angelo in Pescheria ga je imenoval Viktor IV..

Krajevni viri ne pomagajo ravno natančno določiti, kateri rodovini je pripadal »Landus Setinus«. Zanesljivo je sestavljal skupino podpornikov protipapeža Viktorja IV., ki ga je spremljala v Pavijo, kjer je cesar Friderik I. sklical zbor v podporo svojemu kandidatu. Lando je morda takrat že bil potrjen kot kardinal-diakon di S. Angelo. V taki službi je namreč podpisal privilegije Viktorja IV. za cerkve Marienthal (Halberstadt), Deutz pri Kölnu in za Erlebalda, opata "Stabulensi". Pozneje ga najdemo skupaj s protipapežem v Cremoni in Parmi vse do njegove smrti 20. aprila 1164.
 
V Luki (Lucca) se je Lando 22. aprila 1164 skupaj z drugimi kardinali Viktorja IV. in kölnskim nadškofom Rajnoldom Daselskim  udeležil volitev Gvdida Kremskega (Pashala III.). Dejavno se je udeleževal v kuriji tega protipapeža in ga spremljal v raznih krajih njegovega bivanja: najprej v Viterbu in potem v Rimu pri Sv. Petru. To lahko spremljamo iz nekaterih pisem Pashala III. Lando je bil navzoč tudi pri volitvah naslednjega protipapeža Kalista III. v Rimu septembra 1168 in je opravljal službo tudi pri njem. Kot kardinal-diakon pri Svetem Angelu je podpisal nov privilegij za opata Erlebalda 15. aprila 1172, nakar ni več njegovih podpisov v tej službi. 

### Protipapež
Za protipapeža ga je izbrala cesarska stranka gvelvov 29. septembra 1179, čeprav ga cesar po sklenjenem sporazumu s papežem ni ravno podpiral. 

Njegov glavni zaščitnik je bil brat protipapeža Oktavijana.  Ta grof je dal Landu močno utrjen grad, ki ga je imel v Palombari; z njega je protipapež ustrahoval okolico. 
Papež Aleksander III. je s podeljevanjem nadarbin njegove pristaše pridobil, da so ga zapustili. 
Kardinal Hugo pa je v nekaj mesecih prišel v posest trdnjave s podkupovanjem njenih braniteljev in tako so protipapeža Inocenca III. ujeli v Palombara Sabina v gradu Castello Savelli Torlonia. 

Ubogega Landa so skupaj z njegovimi glavnimi privrženci zaprli dosmrtno v samostan La Cava. 

### Smrt
Papež ga je dal nato pregnati v Opatijo Cava v kraju Cava de' Tirreni blizu Salerna v Kampaniji (Abbazia territoriale della Santissima Trinità di Cava de' Tirreni) januarja 1180.
 
Tam je po nekaj letih - okrog 1183 - tudi umrl. 